# Quinter
Quinter est une municipalité américaine située dans le comté de Gove au Kansas.

## Géographie
Quinter se trouve dans l'ouest du Kansas. Elle est desservie par l'Interstate 70, qui relie Denver à Kansas City.
La municipalité s'étend sur une superficie d'environ 1 mille carré (2,6 km2).

## Histoire
La ville est fondée en 1885 sur le tracé du chemin de fer de l'Union Pacific ; elle porte alors le nom de Familton. Son bureau de poste ouvre l'année suivante, sous le nom de Quinter, en référence au révérend James Quinter de l'Église de Brethren. Quinter devient la ville la plus importante du comté de Gove.

## Démographie
Selon l'American Community Survey de 2019, la population de Quinter est blanche à 92 % tandis qu'environ 6 % de sa population est métisse. Par ailleurs, plus de 99 % de ses habitants parlent l'anglais à la maison. 
Le revenu médian par foyer y est de 46 522 dollars, inférieur au Kansas (59 597 dollars) et aux États-Unis (62 843 dollars). Cependant, la ville connaît un taux de pauvreté plus faible de 8 % (contre 11,4 % et 10,5 %),.